# Al final del espectro
Al final del espectro es una película colombiana de terror. Se estrenó el 15 de diciembre de 2006, teniendo una exitosa semana de apertura.[cita requerida] La historia fue producida y dirigida por Juan Felipe Orozco y escrita por Esteban Orozco y Juan Felipe Orozco. Así mismo la película se destacó por alcanzar el primer lugar en taquilla en Colombia.[cita requerida]

## Sinopsis
Luego de sufrir una fuerte experiencia traumática que marca su vida, Vega (Noelle Schonwald), la protagonista, decide llevar una vida asocial. Afectada de una terrible agorafobia (miedo a los espacios abiertos), se va a vivir en un pequeño apartamento donde busca desesperadamente protección. Pero luego, este espacio protector se convierte en su propia jaula de paranoia y sensaciones del paranormal. Vega debe convivir allí dentro con sus miedos que la arrastran a un precipicio psicológico en el cual la sensación de no estar sola y de ser observada la llevan a instalar un circuito cerrado de tele cámaras por todo el apartamento para tener en constante observación todos sus rincones. Esto no hace más que aumentar la tensión. A esto se añade la presencia extraña de sus vecinos que aumentan la atmósfera misteriosa y patológica de ese lugar, un edificio de los años  setenta  en el centro de Bogotá. 
El padre de Vega (Kepa Amuchastegui) es la única conexión con la realidad exterior. Se muestra muy preocupado su hija, que parece estar perdiendo la noción de la realidad.
Una tensión constante, angustiosa, casi asfixiante, sensación de claustrofobia, una atmósfera siniestra con pocos personajes, hacen de este thriller psicológico un detonador de nuestros propios miedos en los cuales la mente juega con el delgado filo entre lo real o lo que no lo es.

## Remake
El productor Roy Lee adquirió los derechos para realizar una versión en Hollywood de esta película con Nicole Kidman como la protagonista ("Vega").
En 2013 se hizo un remake mexicano nombrado "Espectro" del director mexicano Alfonso Pineda Ulloa que reelabora la historia original. Contando con la española Paz Vega como la protagonista "Vega".

## Reparto
| Actor/Actriz       | Rol              |
| ------------------ | ---------------- |
| Noelle Schonwald   | Vega             |
| Julieth Restrepo   | Tulipán          |
| Silvia de Dios     | Madre de Tulipán |
| Manuel José Chávez | Jairo            |
| Carlos Serrato     | Vecino           |
| Kepa Amuchastegui  | Padre de Vega    |